# Dzezahir Ismajli
Dzezahir Ismajli (* 25. Mai 2000) ist ein nordmazedonischer Fußballspieler.

## Karriere
Ismajli begann seine Karriere beim SV Haitzendorf. Zur Saison 2008/09 wechselte er zum USC Grafenwörth. Zur Saison 2010/11 kehrte er wieder nach Haitzendorf zurück. Zur Saison 2014/15 kam er in die Jugend des SV Horn. Im Mai 2016 spielte er erstmals für die Amateure der Horner in der sechstklassigen Gebietsliga.
Im September 2017 debütierte Ismajli gegen den FC Marchfeld Mannsdorf für die erste Mannschaft Horns in der drittklassigen Regionalliga. Mit Horn stieg er am Ende der Saison 2017/18 in die 2. Liga auf. In dieser kam er allerdings nicht zum Einsatz; mit Horn II stieg er 2019 in die 1. Klasse ab. Zur Saison 2019/20 schloss er sich dem viertklassigen Kremser SC an, für den er zu vier Einsätzen in der Landesliga kam.
Zur Saison 2020/21 kehrte er zu den Horner Amateuren zurück. Nach seiner Rückkehr debütierte er im Dezember 2020 in der 2. Liga, als er am 13. Spieltag jener Saison gegen die Kapfenberger SV in der 81. Minute für Marco Siverio eingewechselt wurde. In eineinhalb Jahren in Horn kam er insgesamt zu drei Zweitligaeinsätzen. Im Februar 2022 wechselte Ismajli zum viertklassigen SC Zwettl.